# Cheeluru, Kanakapura
Cheeluru là một làng thuộc tehsil Kanakapura, huyện Ramanagara, bang Karnataka, Ấn Độ.